# Bellavista (Perù)
Bellavista è un comune del Perù, situato nella regione di San Martín e capoluogo della provincia di Bellavista.